# 三笑
《三笑》，是香港1964年上映的音乐喜剧電影，由长城电影制片有限公司摄制。电影以《三笑姻缘》为蓝本，讲述明代唐伯虎為了追求華太師府的丫環秋香，賣身入華太師府為僕为的故事。
影片有很强的艺术气息，大量是江南方言民间小调，配以调皮对白，妙趣横生。影片在1964年3月21日起在普慶戲院、國泰戲院及高陞戲院首映，十数年后又曾在全国风靡一时。

## 演員
| 演員   | 角色   | 簡介                       |
| 向群   | 唐伯虎 | 江南四大才子之首           |
| 陳思思 | 秋香   | 華夫人之丫環               |
| 文逸民 | 華太師 |                            |
| 龔秋霞 | 華夫人 | 華太師之妻                 |
| 余婉菲 | 華文   | 華太師之長子               |
| 李炳宏 | 華武   | 華太師之次子               |
| 朱立   | 二少奶 | 華武之妻，唐伯虎之表妹     |
| 王季平 | 王本立 | 華文、華武之老師           |
| 裘萍   | 石榴   | 華府之丫環                 |
| 梁衡   | 小楊   | 華府之男僕                 |
| 王寶鏗 | 華平   | 華府之男僕                 |
| 孫芷君 | 祝枝山 | 江南四大才子之一           |
| 蘇秦   | 王駿   |                            |
| 金沙   | 米田共 | 唐伯虎乘小舟追秋香時的船夫 |

## 剧中小调
剧中使用的江南戏曲和民间的小调有紫竹调、茉莉花、银钮丝、知心客、道情调、山歌调、吟诗调、吴江歌、梨膏糖、湘江浪、杨柳青、拔根芦柴花等。
该影片的选曲配曲编曲以及配唱都是在上海与上海音乐届合作完成的。

## 唱词
哭七七： 
到底侯门深似海，
娇娥欲见费安排，
扮罢穷生施巧计，
拉长了细嗓哭哀哀。

《清平调》
哭元和、 吊伍云，
叹蒙正、 悲韩信，
吹箫吴市谁怜悯？
添花锦上无须问，
送炭雪中哪处寻？
徒然（么）气愤徒然恨，
只落得长街落魄，
眼盼着冷饭残羹。

白：那么你姓什么、叫什么， 何处人士啊？ 

叫康宣、住苏城，
入黉门、是书生，
连遭回禄双亲殡。
青云有路谁招引，
白眼无情似箭翎，
男儿无计展青云，
似这般萍瓢断梗，
倒不如了此残生。

## 外部連結
- 香港影庫上《三笑》的資料（繁體中文）
- 时光网上《三笑》的資料（简体中文）
- 豆瓣电影上《三笑》的資料 （简体中文）
- 爛番茄上《三笑》的資料（英文）
- AllMovie上《三笑》的资料（英文）
- 互联网电影数据库（IMDb）上《三笑》的资料（英文）
- 中国电影资料馆 ：陈思思
- 香港故事片《三笑》的配唱以及编曲团队[永久]